# ジェネラル・アヴィエーション GA-43

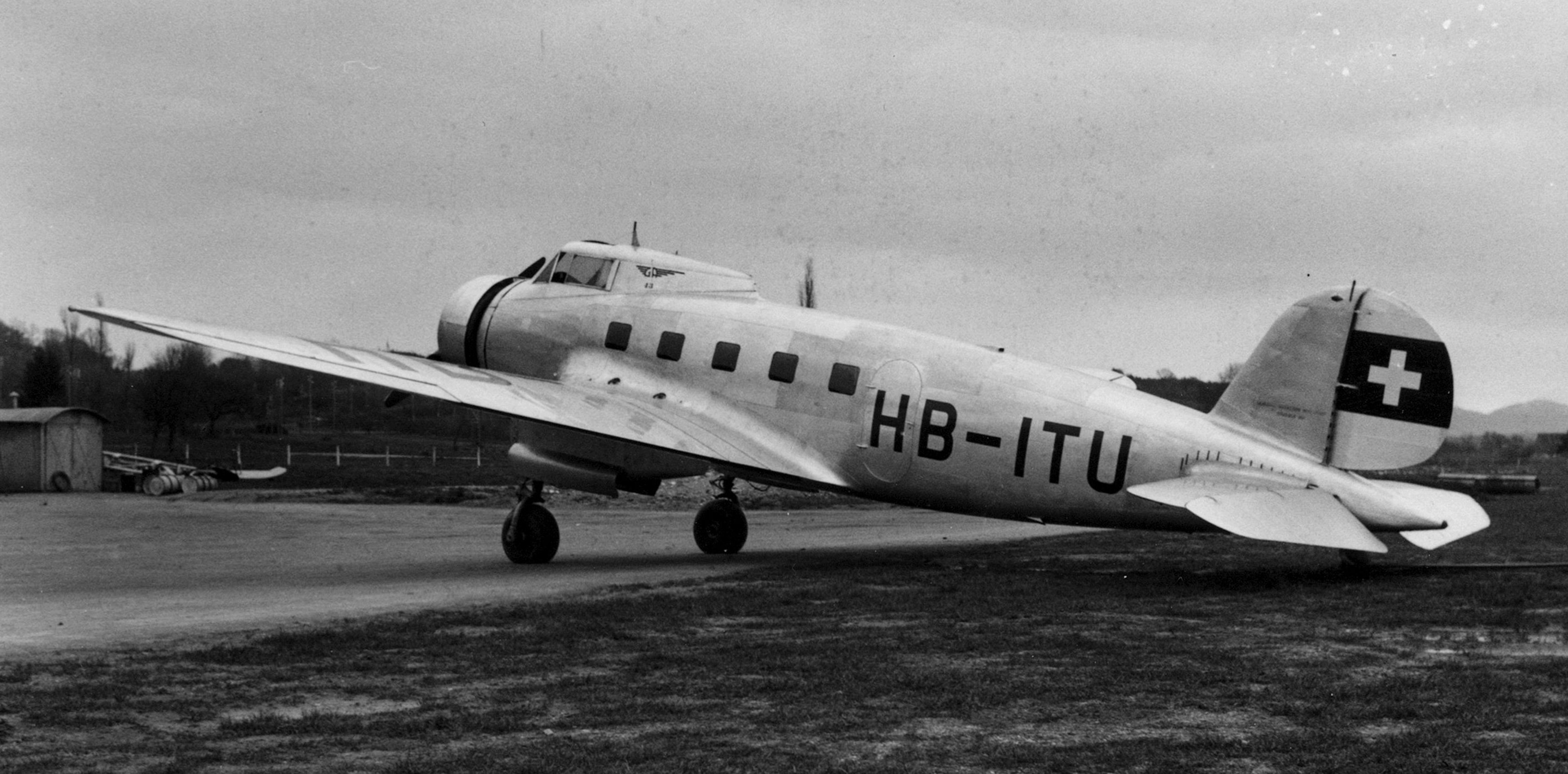
ジェネラル・アヴィエーション GA-43（モデル）

ジェネラル・アヴィエーション GA-43（General Aviation GA-43）は1930年代に製作されたアメリカ合衆国の単発で10座席の旅客機である。5機が製作され、スイス航空、コロンビア・ドイツ航空公社などで使われた。1機は日本に輸出され、満州航空で使用が計画されたが就航前に事故で失われた。
フェアチャイルドのピルグム部門でバージニウス・クラーク（Virginius E. Clark）の設計で開発が行われたので、ピリグム 150、フェアチャイルド 150、クラーク GA-43とも呼ばれる。初飛行の前に、ピグリム工場がGMの支配するジェネラル・アヴィエーションに買収されたので、計画はジェネラル・アヴィエーションに引き継がれた。1932年5月22日に初飛行したが、1934年まで製造は行われず、GMがノースアメリカンの株式を取得し、ジェネラル・アヴィエーションを合併させてノースアメリカンとしたので、製造はノースアメリカンとして行われることになった。金属構造の低翼単葉の旅客機で、当初固定脚であったが、後に引き込み脚に改造され、楕円断面の10座席の客室と、独立した操縦室が設けられた。引き込み脚の機体4機が作られ、2機がスイス航空などで使われた。1機はフロートをつけて水上機とされ後にコロンビア・ドイツ航空公社に売られた。

## 要目
- 乗員：2名
- 乗客：10名
- 全長：13.13 m
- 全幅：16.15 m
- 翼面積：43.2 m2
- 空虚重量：2,420 kg
- 全備重量：3,970 kg
- エンジン：Wright R-1820, 700 hp
- 最高速度：312 km/h
- 航続距離：680 km